# Simetrie icosaedrică
| · Simetrie involutivă · Cs, (*) · [ ] =       | · Simetrie ciclică · Cnv, (*nn) · [n] =      | · Simetrie diedrală · Dnh, (*n22) · [n,2] =   |
| Grup poliedric, [n,3], (*n32)                 |                                              |                                               |
| · Simetrie tetraedrică · Td, (*332) · [3,3] = | · Simetrie octaedrică · Oh, (*432) · [4,3] = | · Simetrie icosaedrică · Ih, (*532) · [5,3] = |

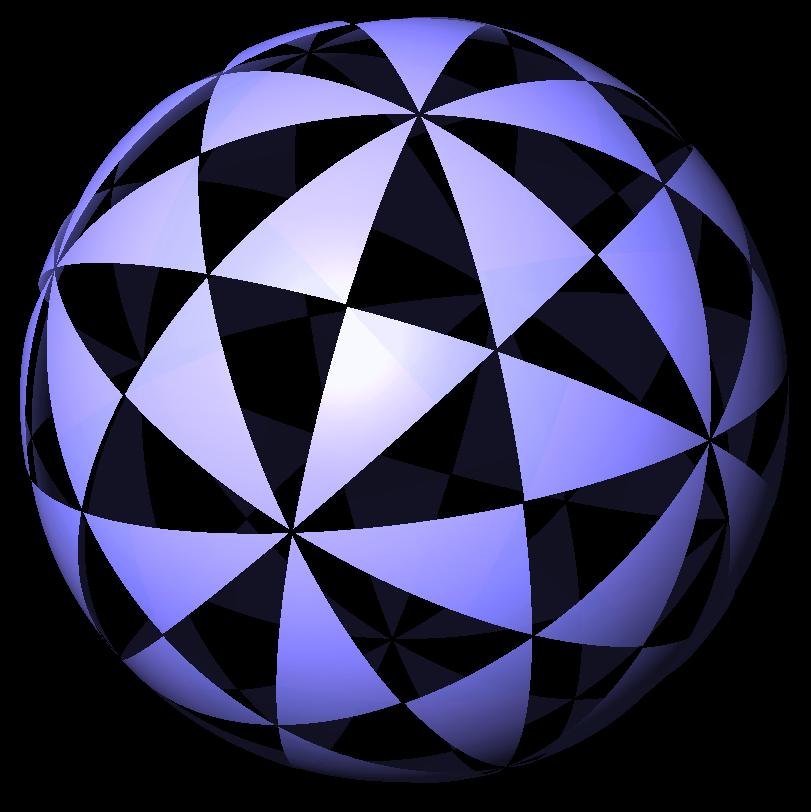
Domeniile fundamentale ale simetriei icosaedrice

Minge de fotbal, un exemplu comun de icosaedru trunchiat sferic, are simetrie icosaedrică completă

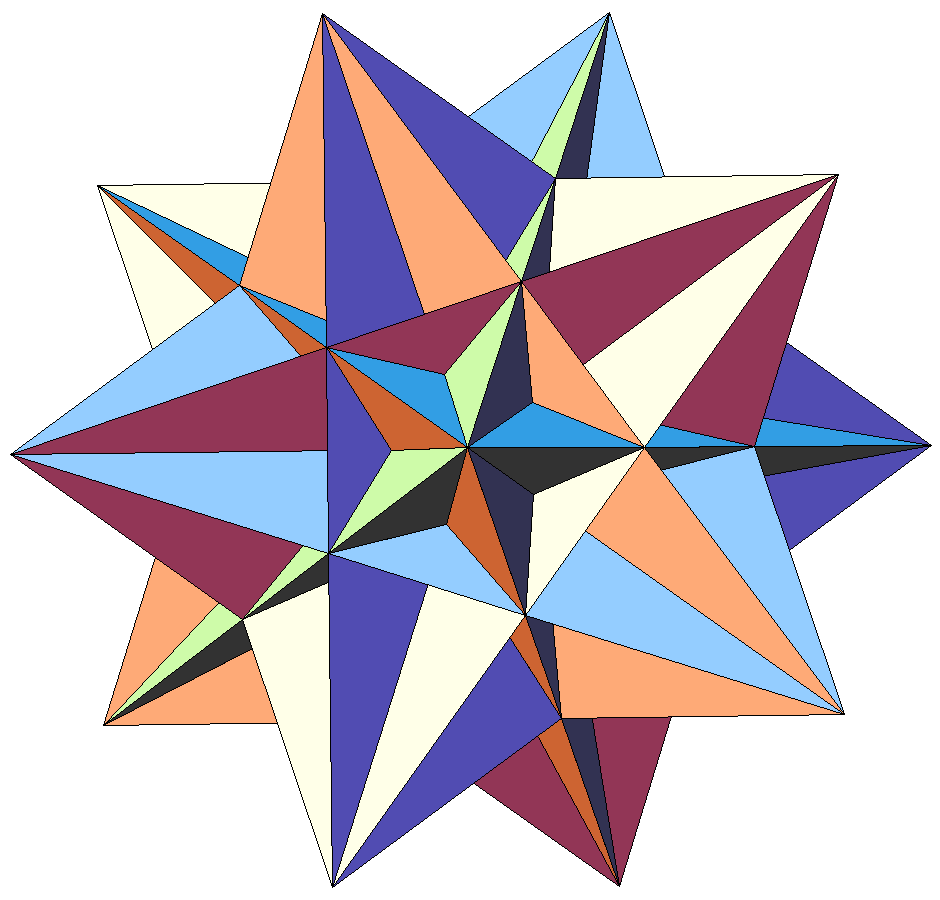
Rotațiile și reflexiile formează grupul de simetrie al marelui icosaedru

Simetria icosaedrică este cea a icosaedruui regulat, care are 60 de simetrii de rotație (care conservă orientarea) și 120 de simetrii în total. Acestea includ transformări care combină o reflexie și o rotație. Un dodecaedru are același set de simetrii, deoarece este dualul icosaedrului.
Grupul de simetrie completă (inclusiv reflexiile) este cunoscut sub numele de grupul Coxeter H3 și este reprezentat prin notația Coxeter [5,3] și diagrama Coxeter . Setul de simetrii care conservă orientarea formează un subgrup care este izomorf cu grupul A5 (grupul altern de 5 elemente).

## Ca grup punctual
În afară de cele două serii infinite de simetrie prismatică și antiprismatică, simetria icosaedrică de rotație sau simetria icosaedrică chirală a obiectelor chirale și simetria icosaedrică completă sau simetria icosaedrică achirală sunt simetrii de puncte discrete (sau, echivalent, simetrii pe sferă) cu cele mai mari grupuri de simetrie.
Simetria icosaedrică nu este compatibilă cu simetria de translație, așa că nu există grupuri de puncte cristalografice sau grupuri spațiale⁠(d) asociate.
| Schoenflies | Coxeter | Coxeter | Orbifold | Structură abstractă | Ordin |
| ----------- | ------- | ------- | -------- | ------------------- | ----- |
| I           | [5,3]+  |         | 532      | A5                  | 60    |
| Ih          | [5,3]   |         | *532     | A5×2                | 120   |

Prezentările⁠(d) corespunzătoare celor de mai sus sunt:
{\displaystyle I:\langle s,t\mid s^{2},t^{3},(st)^{5}\rangle \ }
{\displaystyle I_{h}:\langle s,t\mid s^{3}(st)^{-2},t^{5}(st)^{-2}\rangle .\ }
Acestea corespund grupurilor icosaedrice (de rotație și complete) fiind grupurile triunghiului⁠(d) (2,3,5).
Prima prezentare a fost făcută de William Rowan Hamilton în 1856, în lucrarea sa despre calculul icosian.
Sunt posibile și alte prezentări, de exemplu ca grup altern (pentru I).

### Vizualizări
| Schoe. (Orb.) | Coxeter  | Elemente                       | Diagrame de oglindiri | Diagrame de oglindiri   | Diagrame de oglindiri   | Diagrame de oglindiri   |
| Schoe. (Orb.) | Coxeter  | Elemente                       | Ortogonal             | Proiecție stereografică | Proiecție stereografică | Proiecție stereografică |
| ------------- | -------- | ------------------------------ | --------------------- | ----------------------- | ----------------------- | ----------------------- |
| Ih (*532)     | · [5,3]  | Drepte de · oglindire: · 15    |                       |                         |                         |                         |
| I (532)       | · [5,3]+ | Puncte de girație: 125 203 302 |                       |                         |                         |                         |

## Structura grupului
| |  |
| Laturile unui compus de cinci octaedre sferic reprezintă cele 15 plane de oglindire ca cercuri mari colorate. Fiecare octaedru poate reprezenta 3 plane de oglindire ortogonale care conțin laturile sale.            |  |
| |  |
| Simetria piritoedrică este un subgrup cu indice 5 de simetrie icosaedrică, cu 3 linii de reflexie ortogonale verzi și 8 puncte de rotație de ordinul 3 roșii. Există 5 orientări diferite ale simetriei piritoedrice. |  |

Grupul de rotație icosaedric I este de ordinul 60. Grupul I este izomorf cu A5, grupul altern al permutărilor pare a cinci obiecte. Acest izomorfism poate fi realizat prin I care acționează asupra diverșilor compuși, în special compusul de cinci cuburi (care se înscrie în dodecaedru), compusul de cinci octaedre, sau oricare dintre cei doi compuși de cinci tetraedre (care sunt enantiomorfi, și se înscriu în dodecaedru).
Grupul conține 5 versiuni de Th cu 20 de versiuni de D3 (10 axe, 2 pe axă) și 6 versiuni de D5.
Grupul icosaedric complet Ih are ordinul 120. Are I ca subgrup normal⁠(d) de indice⁠(d) 2. Grupul Ih este izomorf la I × Z2 sau A5 × Z2, cu inversiunea față de centru corespunzătoare elementului (identitate, −1), unde Z2 se scrie multiplicativ.
Ih acționează asupra compusului de cinci cuburi și compusului de cinci octaedre, dar −1 acționează ca identitate (deoarece cuburile și octaedrele au simetrie față de centru). Acționează asupra compusului de zece tetraedre: I acționează asupra celor două jumătăți chirale (compușii de cinci tetraedre), iar −1 interschimbă cele două jumătăți. De remarcat că el nu acționează ca S5, iar aceste grupuri nu sunt izomorfe.
Grupul conține 10 versiuni de D3d și 6 versiuni de D5d (simetrii ca ale antiprismelor).
I este izomorf și cu PSL2(5), dar Ih nu este izomorf cu SL2(5).

### Izomorfismul luiIcu A5
Este util să se descrie explicit cum arată izomorfismul dintre I și A5. În tabelul următor permutările Pi și Qi acționează asupra a 5 și respectiv 12 elemente, în timp ce matricile de rotație Mi sunt elementele I. Dacă Pk este produsul permutării Pi cu aplicarea Pj, atunci pentru aceleași valori ale lui i, j și k este adevărat și că Qk este produsul Qi cu aplicarea Qj, și că înmulțirea unui vector cu Mk este același lucru cu înmulțirea acelui vector cu Mi și apoi înmulțirea acelui rezultat cu Mj, adică Mk = Mj × Mi. Deoarece permutările Pi sunt toate cele 60 de permutări pare ale lui 1 2 3 4 5, corespondența unu-la-unu este explicită, deci și izomorfismul.
| Matrice de rotație | Permutare de 5 pe 1 2 3 4 5          | Permutare de 12 pe 1 2 3 4 5 6 7 8 9 10 11 12              |
| --- | ------------------------------------ | ---------------------------------------------------------- |
| {\displaystyle M_{1}={\begin{bmatrix}1&0&0\\0&1&0\\0&0&1\end{bmatrix}}} | {\displaystyle P_{1}} = ()           | {\displaystyle Q_{1}} = ()                                 |
| {\displaystyle M_{2}={\begin{bmatrix}-{\frac {1}{2}}&{\frac {1}{2\phi }}&{\frac {\phi }{2}}\\-{\frac {1}{2\phi }}&{\frac {\phi }{2}}&-{\frac {1}{2}}\\-{\frac {\phi }{2}}&-{\frac {1}{2}}&-{\frac {1}{2\phi }}\end{bmatrix}}}  | {\displaystyle P_{2}} = (3 4 5)      | {\displaystyle Q_{2}} = (1 11 8)(2 9 6)(3 5 12)(4 7 10)    |
| {\displaystyle M_{3}={\begin{bmatrix}-{\frac {1}{2}}&-{\frac {1}{2\phi }}&-{\frac {\phi }{2}}\\{\frac {1}{2\phi }}&{\frac {\phi }{2}}&-{\frac {1}{2}}\\{\frac {\phi }{2}}&-{\frac {1}{2}}&-{\frac {1}{2\phi }}\end{bmatrix}}}  | {\displaystyle P_{3}} = (3 5 4)      | {\displaystyle Q_{3}} = (1 8 11)(2 6 9)(3 12 5)(4 10 7)    |
| {\displaystyle M_{4}={\begin{bmatrix}-{\frac {1}{2}}&{\frac {1}{2\phi }}&-{\frac {\phi }{2}}\\{\frac {1}{2\phi }}&-{\frac {\phi }{2}}&-{\frac {1}{2}}\\-{\frac {\phi }{2}}&-{\frac {1}{2}}&{\frac {1}{2\phi }}\end{bmatrix}}}  | {\displaystyle P_{4}} = (2 3)(4 5)   | {\displaystyle Q_{4}} = (1 12)(2 8)(3 6)(4 9)(5 10)(7 11)  |
| {\displaystyle M_{5}={\begin{bmatrix}{\frac {\phi }{2}}&{\frac {1}{2}}&{\frac {1}{2\phi }}\\{\frac {1}{2}}&-{\frac {1}{2\phi }}&-{\frac {\phi }{2}}\\-{\frac {1}{2\phi }}&{\frac {\phi }{2}}&-{\frac {1}{2}}\end{bmatrix}}}    | {\displaystyle P_{5}} = (2 3 4)      | {\displaystyle Q_{5}} = (1 2 3)(4 5 6)(7 9 8)(10 11 12)    |
| {\displaystyle M_{6}={\begin{bmatrix}-{\frac {1}{2\phi }}&-{\frac {\phi }{2}}&{\frac {1}{2}}\\{\frac {\phi }{2}}&-{\frac {1}{2}}&-{\frac {1}{2\phi }}\\{\frac {1}{2}}&{\frac {1}{2\phi }}&{\frac {\phi }{2}}\end{bmatrix}}}    | {\displaystyle P_{6}} = (2 3 5)      | {\displaystyle Q_{6}} = (1 7 5)(2 4 11)(3 10 9)(6 8 12)    |
| {\displaystyle M_{7}={\begin{bmatrix}{\frac {\phi }{2}}&{\frac {1}{2}}&-{\frac {1}{2\phi }}\\{\frac {1}{2}}&-{\frac {1}{2\phi }}&{\frac {\phi }{2}}\\{\frac {1}{2\phi }}&-{\frac {\phi }{2}}&-{\frac {1}{2}}\end{bmatrix}}}    | {\displaystyle P_{7}} = (2 4 3)      | {\displaystyle Q_{7}} = (1 3 2)(4 6 5)(7 8 9)(10 12 11)    |
| {\displaystyle M_{8}={\begin{bmatrix}0&-1&0\\0&0&1\\-1&0&0\end{bmatrix}}} | {\displaystyle P_{8}} = (2 4 5)      | {\displaystyle Q_{8}} = (1 10 6)(2 7 12)(3 4 8)(5 11 9)    |
| {\displaystyle M_{9}={\begin{bmatrix}-{\frac {\phi }{2}}&{\frac {1}{2}}&{\frac {1}{2\phi }}\\{\frac {1}{2}}&{\frac {1}{2\phi }}&{\frac {\phi }{2}}\\{\frac {1}{2\phi }}&{\frac {\phi }{2}}&-{\frac {1}{2}}\end{bmatrix}}}      | {\displaystyle P_{9}} = (2 4)(3 5)   | {\displaystyle Q_{9}} = (1 9)(2 5)(3 11)(4 12)(6 7)(8 10)  |
| {\displaystyle M_{10}={\begin{bmatrix}-{\frac {1}{2\phi }}&{\frac {\phi }{2}}&{\frac {1}{2}}\\-{\frac {\phi }{2}}&-{\frac {1}{2}}&{\frac {1}{2\phi }}\\{\frac {1}{2}}&-{\frac {1}{2\phi }}&{\frac {\phi }{2}}\end{bmatrix}}}   | {\displaystyle P_{10}} = (2 5 3)     | {\displaystyle Q_{10}} = (1 5 7)(2 11 4)(3 9 10)(6 12 8)   |
| {\displaystyle M_{11}={\begin{bmatrix}0&0&-1\\-1&0&0\\0&1&0\end{bmatrix}}} | {\displaystyle P_{11}} = (2 5 4)     | {\displaystyle Q_{11}} = (1 6 10)(2 12 7)(3 8 4)(5 9 11)   |
| {\displaystyle M_{12}={\begin{bmatrix}{\frac {1}{2\phi }}&-{\frac {\phi }{2}}&{\frac {1}{2}}\\-{\frac {\phi }{2}}&-{\frac {1}{2}}&-{\frac {1}{2\phi }}\\{\frac {1}{2}}&-{\frac {1}{2\phi }}&-{\frac {\phi }{2}}\end{bmatrix}}} | {\displaystyle P_{12}} = (2 5)(3 4)  | {\displaystyle Q_{12}} = (1 4)(2 10)(3 7)(5 8)(6 11)(9 12) |
| {\displaystyle M_{13}={\begin{bmatrix}1&0&0\\0&-1&0\\0&0&-1\end{bmatrix}}} | {\displaystyle P_{13}} = (1 2)(4 5)  | {\displaystyle Q_{13}} = (1 3)(2 4)(5 8)(6 7)(9 10)(11 12) |
| {\displaystyle M_{14}={\begin{bmatrix}-{\frac {1}{2}}&{\frac {1}{2\phi }}&{\frac {\phi }{2}}\\{\frac {1}{2\phi }}&-{\frac {\phi }{2}}&{\frac {1}{2}}\\{\frac {\phi }{2}}&{\frac {1}{2}}&{\frac {1}{2\phi }}\end{bmatrix}}}     | {\displaystyle P_{14}} = (1 2)(3 4)  | {\displaystyle Q_{14}} = (1 5)(2 7)(3 11)(4 9)(6 10)(8 12) |
| {\displaystyle M_{15}={\begin{bmatrix}-{\frac {1}{2}}&-{\frac {1}{2\phi }}&-{\frac {\phi }{2}}\\-{\frac {1}{2\phi }}&-{\frac {\phi }{2}}&{\frac {1}{2}}\\-{\frac {\phi }{2}}&{\frac {1}{2}}&{\frac {1}{2\phi }}\end{bmatrix}}} | {\displaystyle P_{15}} = (1 2)(3 5)  | {\displaystyle Q_{15}} = (1 12)(2 10)(3 8)(4 6)(5 11)(7 9) |
| {\displaystyle M_{16}={\begin{bmatrix}-{\frac {1}{2}}&-{\frac {1}{2\phi }}&{\frac {\phi }{2}}\\{\frac {1}{2\phi }}&{\frac {\phi }{2}}&{\frac {1}{2}}\\-{\frac {\phi }{2}}&{\frac {1}{2}}&-{\frac {1}{2\phi }}\end{bmatrix}}}   | {\displaystyle P_{16}} = (1 2 3)     | {\displaystyle Q_{16}} = (1 11 6)(2 5 9)(3 7 12)(4 10 8)   |
| {\displaystyle M_{17}={\begin{bmatrix}-{\frac {1}{2\phi }}&{\frac {\phi }{2}}&-{\frac {1}{2}}\\{\frac {\phi }{2}}&{\frac {1}{2}}&{\frac {1}{2\phi }}\\{\frac {1}{2}}&-{\frac {1}{2\phi }}&-{\frac {\phi }{2}}\end{bmatrix}}}   | {\displaystyle P_{17}} = (1 2 3 4 5) | {\displaystyle Q_{17}} = (1 6 5 3 9)(4 12 7 8 11)          |
| {\displaystyle M_{18}={\begin{bmatrix}{\frac {\phi }{2}}&-{\frac {1}{2}}&-{\frac {1}{2\phi }}\\{\frac {1}{2}}&{\frac {1}{2\phi }}&{\frac {\phi }{2}}\\-{\frac {1}{2\phi }}&-{\frac {\phi }{2}}&{\frac {1}{2}}\end{bmatrix}}}   | {\displaystyle P_{18}} = (1 2 3 5 4) | {\displaystyle Q_{18}} = (1 4 8 6 2)(5 7 10 12 9)          |
| {\displaystyle M_{19}={\begin{bmatrix}-{\frac {1}{2\phi }}&-{\frac {\phi }{2}}&-{\frac {1}{2}}\\-{\frac {\phi }{2}}&{\frac {1}{2}}&-{\frac {1}{2\phi }}\\{\frac {1}{2}}&{\frac {1}{2\phi }}&-{\frac {\phi }{2}}\end{bmatrix}}} | {\displaystyle P_{19}} = (1 2 4 5 3) | {\displaystyle Q_{19}} = (1 8 7 3 10)(2 12 5 6 11)         |
| {\displaystyle M_{20}={\begin{bmatrix}0&0&1\\-1&0&0\\0&-1&0\end{bmatrix}}} | {\displaystyle P_{20}} = (1 2 4)     | {\displaystyle Q_{20}} = (1 7 4)(2 11 8)(3 5 10)(6 9 12)   |
| {\displaystyle M_{21}={\begin{bmatrix}{\frac {1}{2\phi }}&{\frac {\phi }{2}}&-{\frac {1}{2}}\\-{\frac {\phi }{2}}&{\frac {1}{2}}&{\frac {1}{2\phi }}\\{\frac {1}{2}}&{\frac {1}{2\phi }}&{\frac {\phi }{2}}\end{bmatrix}}}     | {\displaystyle P_{21}} = (1 2 4 3 5) | {\displaystyle Q_{21}} = (1 2 9 11 7)(3 6 12 10 4)         |
| {\displaystyle M_{22}={\begin{bmatrix}{\frac {\phi }{2}}&-{\frac {1}{2}}&{\frac {1}{2\phi }}\\{\frac {1}{2}}&{\frac {1}{2\phi }}&-{\frac {\phi }{2}}\\{\frac {1}{2\phi }}&{\frac {\phi }{2}}&{\frac {1}{2}}\end{bmatrix}}}     | {\displaystyle P_{22}} = (1 2 5 4 3) | {\displaystyle Q_{22}} = (2 3 4 7 5)(6 8 10 11 9)          |
| {\displaystyle M_{23}={\begin{bmatrix}0&1&0\\0&0&-1\\-1&0&0\end{bmatrix}}} | {\displaystyle P_{23}} = (1 2 5)     | {\displaystyle Q_{23}} = (1 9 8)(2 6 3)(4 5 12)(7 11 10)   |
| {\displaystyle M_{24}={\begin{bmatrix}-{\frac {\phi }{2}}&-{\frac {1}{2}}&-{\frac {1}{2\phi }}\\{\frac {1}{2}}&-{\frac {1}{2\phi }}&-{\frac {\phi }{2}}\\{\frac {1}{2\phi }}&-{\frac {\phi }{2}}&{\frac {1}{2}}\end{bmatrix}}} | {\displaystyle P_{24}} = (1 2 5 3 4) | {\displaystyle Q_{24}} = (1 10 5 4 11)(2 8 9 3 12)         |
| {\displaystyle M_{25}={\begin{bmatrix}-{\frac {1}{2}}&{\frac {1}{2\phi }}&-{\frac {\phi }{2}}\\-{\frac {1}{2\phi }}&{\frac {\phi }{2}}&{\frac {1}{2}}\\{\frac {\phi }{2}}&{\frac {1}{2}}&-{\frac {1}{2\phi }}\end{bmatrix}}}   | {\displaystyle P_{25}} = (1 3 2)     | {\displaystyle Q_{25}} = (1 6 11)(2 9 5)(3 12 7)(4 8 10)   |
| {\displaystyle M_{26}={\begin{bmatrix}{\frac {\phi }{2}}&{\frac {1}{2}}&{\frac {1}{2\phi }}\\-{\frac {1}{2}}&{\frac {1}{2\phi }}&{\frac {\phi }{2}}\\{\frac {1}{2\phi }}&-{\frac {\phi }{2}}&{\frac {1}{2}}\end{bmatrix}}}     | {\displaystyle P_{26}} = (1 3 4 5 2) | {\displaystyle Q_{26}} = (2 5 7 4 3)(6 9 11 10 8)          |
| {\displaystyle M_{27}={\begin{bmatrix}-{\frac {1}{2\phi }}&-{\frac {\phi }{2}}&{\frac {1}{2}}\\-{\frac {\phi }{2}}&{\frac {1}{2}}&{\frac {1}{2\phi }}\\-{\frac {1}{2}}&-{\frac {1}{2\phi }}&-{\frac {\phi }{2}}\end{bmatrix}}} | {\displaystyle P_{27}} = (1 3 5 4 2) | {\displaystyle Q_{27}} = (1 10 3 7 8)(2 11 6 5 12)         |
| {\displaystyle M_{28}={\begin{bmatrix}-{\frac {1}{2}}&-{\frac {1}{2\phi }}&{\frac {\phi }{2}}\\-{\frac {1}{2\phi }}&-{\frac {\phi }{2}}&-{\frac {1}{2}}\\{\frac {\phi }{2}}&-{\frac {1}{2}}&{\frac {1}{2\phi }}\end{bmatrix}}} | {\displaystyle P_{28}} = (1 3)(4 5)  | {\displaystyle Q_{28}} = (1 7)(2 10)(3 11)(4 5)(6 12)(8 9) |
| {\displaystyle M_{29}={\begin{bmatrix}-{\frac {1}{2\phi }}&{\frac {\phi }{2}}&-{\frac {1}{2}}\\-{\frac {\phi }{2}}&-{\frac {1}{2}}&-{\frac {1}{2\phi }}\\-{\frac {1}{2}}&{\frac {1}{2\phi }}&{\frac {\phi }{2}}\end{bmatrix}}} | {\displaystyle P_{29}} = (1 3 4)     | {\displaystyle Q_{29}} = (1 9 10)(2 12 4)(3 6 8)(5 11 7)   |
| {\displaystyle M_{30}={\begin{bmatrix}{\frac {\phi }{2}}&-{\frac {1}{2}}&-{\frac {1}{2\phi }}\\-{\frac {1}{2}}&-{\frac {1}{2\phi }}&-{\frac {\phi }{2}}\\{\frac {1}{2\phi }}&{\frac {\phi }{2}}&-{\frac {1}{2}}\end{bmatrix}}} | {\displaystyle P_{30}} = (1 3 5)     | {\displaystyle Q_{30}} = (1 3 4)(2 8 7)(5 6 10)(9 12 11)   |
| {\displaystyle M_{31}={\begin{bmatrix}-{\frac {\phi }{2}}&{\frac {1}{2}}&-{\frac {1}{2\phi }}\\{\frac {1}{2}}&{\frac {1}{2\phi }}&-{\frac {\phi }{2}}\\-{\frac {1}{2\phi }}&-{\frac {\phi }{2}}&-{\frac {1}{2}}\end{bmatrix}}} | {\displaystyle P_{31}} = (1 3)(2 4)  | {\displaystyle Q_{31}} = (1 12)(2 6)(3 9)(4 11)(5 8)(7 10) |
| {\displaystyle M_{32}={\begin{bmatrix}{\frac {1}{2\phi }}&-{\frac {\phi }{2}}&-{\frac {1}{2}}\\{\frac {\phi }{2}}&{\frac {1}{2}}&-{\frac {1}{2\phi }}\\{\frac {1}{2}}&-{\frac {1}{2\phi }}&{\frac {\phi }{2}}\end{bmatrix}}}   | {\displaystyle P_{32}} = (1 3 2 4 5) | {\displaystyle Q_{32}} = (1 4 10 11 5)(2 3 8 12 9)         |
| {\displaystyle M_{33}={\begin{bmatrix}{\frac {1}{2}}&{\frac {1}{2\phi }}&{\frac {\phi }{2}}\\{\frac {1}{2\phi }}&{\frac {\phi }{2}}&-{\frac {1}{2}}\\-{\frac {\phi }{2}}&{\frac {1}{2}}&{\frac {1}{2\phi }}\end{bmatrix}}}     | {\displaystyle P_{33}} = (1 3 5 2 4) | {\displaystyle Q_{33}} = (1 5 9 6 3)(4 7 11 12 8)          |
| {\displaystyle M_{34}={\begin{bmatrix}{\frac {1}{2\phi }}&{\frac {\phi }{2}}&{\frac {1}{2}}\\{\frac {\phi }{2}}&-{\frac {1}{2}}&{\frac {1}{2\phi }}\\{\frac {1}{2}}&{\frac {1}{2\phi }}&-{\frac {\phi }{2}}\end{bmatrix}}}     | {\displaystyle P_{34}} = (1 3)(2 5)  | {\displaystyle Q_{34}} = (1 2)(3 5)(4 9)(6 7)(8 11)(10 12) |
| {\displaystyle M_{35}={\begin{bmatrix}-{\frac {\phi }{2}}&-{\frac {1}{2}}&{\frac {1}{2\phi }}\\{\frac {1}{2}}&-{\frac {1}{2\phi }}&{\frac {\phi }{2}}\\-{\frac {1}{2\phi }}&{\frac {\phi }{2}}&{\frac {1}{2}}\end{bmatrix}}}   | {\displaystyle P_{35}} = (1 3 2 5 4) | {\displaystyle Q_{35}} = (1 11 2 7 9)(3 10 6 4 12)         |
| {\displaystyle M_{36}={\begin{bmatrix}{\frac {1}{2}}&-{\frac {1}{2\phi }}&-{\frac {\phi }{2}}\\{\frac {1}{2\phi }}&-{\frac {\phi }{2}}&{\frac {1}{2}}\\-{\frac {\phi }{2}}&-{\frac {1}{2}}&-{\frac {1}{2\phi }}\end{bmatrix}}} | {\displaystyle P_{36}} = (1 3 4 2 5) | {\displaystyle Q_{36}} = (1 8 2 4 6)(5 10 9 7 12)          |
| {\displaystyle M_{37}={\begin{bmatrix}{\frac {\phi }{2}}&{\frac {1}{2}}&-{\frac {1}{2\phi }}\\-{\frac {1}{2}}&{\frac {1}{2\phi }}&-{\frac {\phi }{2}}\\-{\frac {1}{2\phi }}&{\frac {\phi }{2}}&{\frac {1}{2}}\end{bmatrix}}}   | {\displaystyle P_{37}} = (1 4 5 3 2) | {\displaystyle Q_{37}} = (1 2 6 8 4)(5 9 12 10 7)          |
| {\displaystyle M_{38}={\begin{bmatrix}0&-1&0\\0&0&-1\\1&0&0\end{bmatrix}}} | {\displaystyle P_{38}} = (1 4 2)     | {\displaystyle Q_{38}} = (1 4 7)(2 8 11)(3 10 5)(6 12 9)   |
| {\displaystyle M_{39}={\begin{bmatrix}-{\frac {\phi }{2}}&{\frac {1}{2}}&{\frac {1}{2\phi }}\\-{\frac {1}{2}}&-{\frac {1}{2\phi }}&-{\frac {\phi }{2}}\\-{\frac {1}{2\phi }}&-{\frac {\phi }{2}}&{\frac {1}{2}}\end{bmatrix}}} | {\displaystyle P_{39}} = (1 4 3 5 2) | {\displaystyle Q_{39}} = (1 11 4 5 10)(2 12 3 9 8)         |
| {\displaystyle M_{40}={\begin{bmatrix}-{\frac {1}{2\phi }}&-{\frac {\phi }{2}}&-{\frac {1}{2}}\\{\frac {\phi }{2}}&-{\frac {1}{2}}&{\frac {1}{2\phi }}\\-{\frac {1}{2}}&-{\frac {1}{2\phi }}&{\frac {\phi }{2}}\end{bmatrix}}} | {\displaystyle P_{40}} = (1 4 3)     | {\displaystyle Q_{40}} = (1 10 9)(2 4 12)(3 8 6)(5 7 11)   |
| {\displaystyle M_{41}={\begin{bmatrix}0&0&1\\1&0&0\\0&1&0\end{bmatrix}}} | {\displaystyle P_{41}} = (1 4 5)     | {\displaystyle Q_{41}} = (1 5 2)(3 7 9)(4 11 6)(8 10 12)   |
| {\displaystyle M_{42}={\begin{bmatrix}{\frac {1}{2\phi }}&{\frac {\phi }{2}}&-{\frac {1}{2}}\\{\frac {\phi }{2}}&-{\frac {1}{2}}&-{\frac {1}{2\phi }}\\-{\frac {1}{2}}&-{\frac {1}{2\phi }}&-{\frac {\phi }{2}}\end{bmatrix}}} | {\displaystyle P_{42}} = (1 4)(3 5)  | {\displaystyle Q_{42}} = (1 6)(2 3)(4 9)(5 8)(7 12)(10 11) |
| {\displaystyle M_{43}={\begin{bmatrix}-{\frac {\phi }{2}}&{\frac {1}{2}}&-{\frac {1}{2\phi }}\\-{\frac {1}{2}}&-{\frac {1}{2\phi }}&{\frac {\phi }{2}}\\{\frac {1}{2\phi }}&{\frac {\phi }{2}}&{\frac {1}{2}}\end{bmatrix}}}   | {\displaystyle P_{43}} = (1 4 5 2 3) | {\displaystyle Q_{43}} = (1 9 7 2 11)(3 12 4 6 10)         |
| {\displaystyle M_{44}={\begin{bmatrix}{\frac {1}{2\phi }}&-{\frac {\phi }{2}}&-{\frac {1}{2}}\\-{\frac {\phi }{2}}&-{\frac {1}{2}}&{\frac {1}{2\phi }}\\-{\frac {1}{2}}&{\frac {1}{2\phi }}&-{\frac {\phi }{2}}\end{bmatrix}}} | {\displaystyle P_{44}} = (1 4)(2 3)  | {\displaystyle Q_{44}} = (1 8)(2 10)(3 4)(5 12)(6 7)(9 11) |
| {\displaystyle M_{45}={\begin{bmatrix}{\frac {1}{2}}&{\frac {1}{2\phi }}&{\frac {\phi }{2}}\\-{\frac {1}{2\phi }}&-{\frac {\phi }{2}}&{\frac {1}{2}}\\{\frac {\phi }{2}}&-{\frac {1}{2}}&-{\frac {1}{2\phi }}\end{bmatrix}}}   | {\displaystyle P_{45}} = (1 4 2 3 5) | {\displaystyle Q_{45}} = (2 7 3 5 4)(6 11 8 9 10)          |
| {\displaystyle M_{46}={\begin{bmatrix}{\frac {1}{2}}&{\frac {1}{2\phi }}&-{\frac {\phi }{2}}\\{\frac {1}{2\phi }}&{\frac {\phi }{2}}&{\frac {1}{2}}\\{\frac {\phi }{2}}&-{\frac {1}{2}}&{\frac {1}{2\phi }}\end{bmatrix}}}     | {\displaystyle P_{46}} = (1 4 2 5 3) | {\displaystyle Q_{46}} = (1 3 6 9 5)(4 8 12 11 7)          |
| {\displaystyle M_{47}={\begin{bmatrix}{\frac {1}{2}}&-{\frac {1}{2\phi }}&{\frac {\phi }{2}}\\-{\frac {1}{2\phi }}&{\frac {\phi }{2}}&{\frac {1}{2}}\\-{\frac {\phi }{2}}&-{\frac {1}{2}}&{\frac {1}{2\phi }}\end{bmatrix}}}   | {\displaystyle P_{47}} = (1 4 3 2 5) | {\displaystyle Q_{47}} = (1 7 10 8 3)(2 5 11 12 6)         |
| {\displaystyle M_{48}={\begin{bmatrix}-1&0&0\\0&1&0\\0&0&-1\end{bmatrix}}} | {\displaystyle P_{48}} = (1 4)(2 5)  | {\displaystyle Q_{48}} = (1 12)(2 9)(3 11)(4 10)(5 6)(7 8) |
| {\displaystyle M_{49}={\begin{bmatrix}-{\frac {1}{2\phi }}&{\frac {\phi }{2}}&{\frac {1}{2}}\\{\frac {\phi }{2}}&{\frac {1}{2}}&-{\frac {1}{2\phi }}\\-{\frac {1}{2}}&{\frac {1}{2\phi }}&-{\frac {\phi }{2}}\end{bmatrix}}}   | {\displaystyle P_{49}} = (1 5 4 3 2) | {\displaystyle Q_{49}} = (1 9 3 5 6)(4 11 8 7 12)          |
| {\displaystyle M_{50}={\begin{bmatrix}0&0&-1\\1&0&0\\0&-1&0\end{bmatrix}}} | {\displaystyle P_{50}} = (1 5 2)     | {\displaystyle Q_{50}} = (1 8 9)(2 3 6)(4 12 5)(7 10 11)   |
| {\displaystyle M_{51}={\begin{bmatrix}{\frac {1}{2\phi }}&-{\frac {\phi }{2}}&{\frac {1}{2}}\\{\frac {\phi }{2}}&{\frac {1}{2}}&{\frac {1}{2\phi }}\\-{\frac {1}{2}}&{\frac {1}{2\phi }}&{\frac {\phi }{2}}\end{bmatrix}}}     | {\displaystyle P_{51}} = (1 5 3 4 2) | {\displaystyle Q_{51}} = (1 7 11 9 2)(3 4 10 12 6)         |
| {\displaystyle M_{52}={\begin{bmatrix}{\frac {\phi }{2}}&-{\frac {1}{2}}&{\frac {1}{2\phi }}\\-{\frac {1}{2}}&-{\frac {1}{2\phi }}&{\frac {\phi }{2}}\\-{\frac {1}{2\phi }}&-{\frac {\phi }{2}}&-{\frac {1}{2}}\end{bmatrix}}} | {\displaystyle P_{52}} = (1 5 3)     | {\displaystyle Q_{52}} = (1 4 3)(2 7 8)(5 10 6)(9 11 12)   |
| {\displaystyle M_{53}={\begin{bmatrix}0&1&0\\0&0&1\\1&0&0\end{bmatrix}}} | {\displaystyle P_{53}} = (1 5 4)     | {\displaystyle Q_{53}} = (1 2 5)(3 9 7)(4 6 11)(8 12 10)   |
| {\displaystyle M_{54}={\begin{bmatrix}-{\frac {\phi }{2}}&-{\frac {1}{2}}&-{\frac {1}{2\phi }}\\-{\frac {1}{2}}&{\frac {1}{2\phi }}&{\frac {\phi }{2}}\\-{\frac {1}{2\phi }}&{\frac {\phi }{2}}&-{\frac {1}{2}}\end{bmatrix}}} | {\displaystyle P_{54}} = (1 5)(3 4)  | {\displaystyle Q_{54}} = (1 12)(2 11)(3 10)(4 8)(5 9)(6 7) |
| {\displaystyle M_{55}={\begin{bmatrix}{\frac {1}{2\phi }}&{\frac {\phi }{2}}&{\frac {1}{2}}\\-{\frac {\phi }{2}}&{\frac {1}{2}}&-{\frac {1}{2\phi }}\\-{\frac {1}{2}}&-{\frac {1}{2\phi }}&{\frac {\phi }{2}}\end{bmatrix}}}   | {\displaystyle P_{55}} = (1 5 4 2 3) | {\displaystyle Q_{55}} = (1 5 11 10 4)(2 9 12 8 3)         |
| {\displaystyle M_{56}={\begin{bmatrix}-{\frac {\phi }{2}}&-{\frac {1}{2}}&{\frac {1}{2\phi }}\\-{\frac {1}{2}}&{\frac {1}{2\phi }}&-{\frac {\phi }{2}}\\{\frac {1}{2\phi }}&-{\frac {\phi }{2}}&-{\frac {1}{2}}\end{bmatrix}}} | {\displaystyle P_{56}} = (1 5)(2 3)  | {\displaystyle Q_{56}} = (1 10)(2 12)(3 11)(4 7)(5 8)(6 9) |
| {\displaystyle M_{57}={\begin{bmatrix}{\frac {1}{2}}&-{\frac {1}{2\phi }}&-{\frac {\phi }{2}}\\-{\frac {1}{2\phi }}&{\frac {\phi }{2}}&-{\frac {1}{2}}\\{\frac {\phi }{2}}&{\frac {1}{2}}&{\frac {1}{2\phi }}\end{bmatrix}}}   | {\displaystyle P_{57}} = (1 5 2 3 4) | {\displaystyle Q_{57}} = (1 3 8 10 7)(2 6 12 11 5)         |
| {\displaystyle M_{58}={\begin{bmatrix}{\frac {1}{2}}&{\frac {1}{2\phi }}&-{\frac {\phi }{2}}\\-{\frac {1}{2\phi }}&-{\frac {\phi }{2}}&-{\frac {1}{2}}\\-{\frac {\phi }{2}}&{\frac {1}{2}}&-{\frac {1}{2\phi }}\end{bmatrix}}} | {\displaystyle P_{58}} = (1 5 2 4 3) | {\displaystyle Q_{58}} = (1 6 4 2 8)(5 12 7 9 10)          |
| {\displaystyle M_{59}={\begin{bmatrix}{\frac {1}{2}}&-{\frac {1}{2\phi }}&{\frac {\phi }{2}}\\{\frac {1}{2\phi }}&-{\frac {\phi }{2}}&-{\frac {1}{2}}\\{\frac {\phi }{2}}&{\frac {1}{2}}&-{\frac {1}{2\phi }}\end{bmatrix}}}   | {\displaystyle P_{59}} = (1 5 3 2 4) | {\displaystyle Q_{59}} = (2 4 5 3 7)(6 10 9 8 11)          |
| {\displaystyle M_{60}={\begin{bmatrix}-1&0&0\\0&-1&0\\0&0&1\end{bmatrix}}} | {\displaystyle P_{60}} = (1 5)(2 4)  | {\displaystyle Q_{60}} = (1 11)(2 10)(3 12)(4 9)(5 7)(6 8) |

### Grupuri frecvent confundate
Toate grupurile următoare sunt de ordinul 120, dar nu sunt izomorfe:
- S5, grupul simetric de 5 elemente;
- Ih, grupul icosaedric complet (subiectul acestui articol, cunoscut și ca H3);
- 2I, grupul icosaedric binar⁠(d).

Acestea corespund următoarelor secvențe:
{\displaystyle 1\to A_{5}\to S_{5}\to Z_{2}\to 1};
{\displaystyle I_{h}=A_{5}\times Z_{2}};
{\displaystyle 1\to Z_{2}\to 2I\to A_{5}\to 1}.
În cuvinte,
- {\displaystyle A_{5}} este subgrupul normal al {\displaystyle S_{5}};
- {\displaystyle A_{5}} este factorul lui {\displaystyle I_{h}}, care este produsul direct⁠(d);
- {\displaystyle A_{5}} este grupul factor al {\displaystyle 2I}

De observat că {\displaystyle A_{5}} are o reprezentare tridimensională ireductibilă obiect excepțional⁠(d) (ca grupul icosaedric de rotație), dar {\displaystyle S_{5}} nu are o reprezentare tridimensională ireductibilă, corespunzătoare grupului icosaedric complet nefiind grupul simetric.
De asemenea, acestea pot fi legate de grupuri liniare peste corpuri finite cu cinci elemente, care prezintă subgrupurile și grupurile de acoperire direct; niciunul dintre acestea nu este grupul icosaedric complet:
- {\displaystyle A_{5}\cong \operatorname {PSL} (2,5),} grup proiectiv liniar⁠(d) special;
- {\displaystyle S_{5}\cong \operatorname {PGL} (2,5),} grupul proiectiv liniar general;
- {\displaystyle 2I\cong \operatorname {SL} (2,5),} grupul liniar special⁠(d).

### Clase de conjugare
Cele 120 de simetrii se încadrează în 10 clase de conjugare.
| I | clase suplimentare ale Ih |
| --- | --- |
| - identitate, de ordinul 1; - 12 × rotație de ±72°, de ordinul 5, în jurul celor 6 axe prin centrele fețelor dodecaedrului; - 12 × rotație de ±144°, de ordinul 5, în jurul celor 6 axe prin centrele fețelor dodecaedrului; - 20 × rotație de ±120°, de ordinul 3, în jurul celor 10 axe prin vârfurile dodecaedrului; - 15 × rotație de 180°, de ordinul 2, în jurul celor 15 axe prin mijloacele laturilor dodecaedrului. | - inversiune față de centru, de ordinul 2 - 12 × reflexii improprii de ±36°, de ordinul 10, în jurul celor 6 axe prin centrele fețelor dodecaedrului; - 12 × reflexii improprii de ±108°, de ordinul 10, în jurul celor 6 axe prin centrele fețelor dodecaedrului; - 20 × reflexii improprii de ±60°, de ordinul 6, în jurul celor 10 axe prin vârfurile dodecaedrului; - 15 × reflexii, de ordinul 2, față de 15 plane care conțin laturile dodecaedrului. |

### Subgrupuri ale grupului de simetrie icosaedrică completă

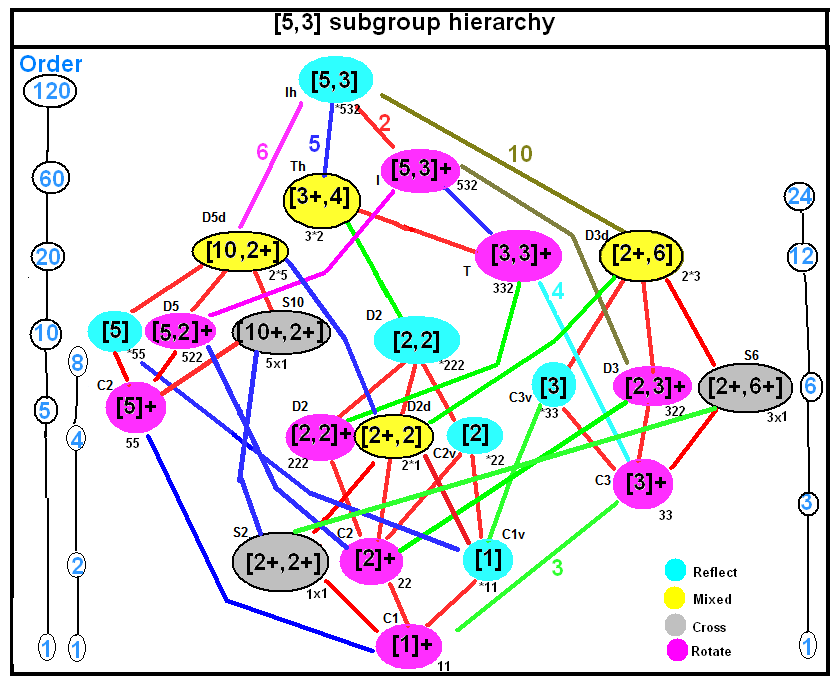
Relațiile subgrupului

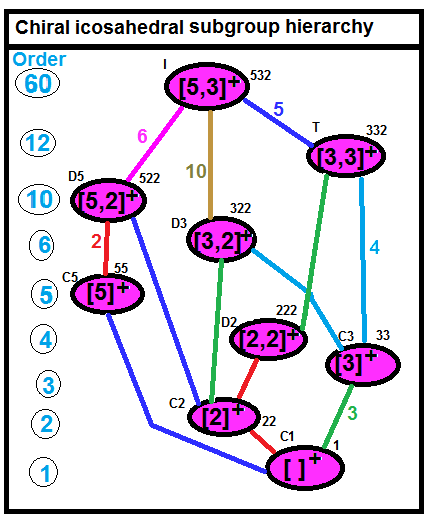
Relațiile subgrupului chiral

Fiecare linie din următorul tabel reprezintă o clasă de subgrupuri conjugate (adică, echivalente geometric). Coloana „Mult.” (multiplicitatea) dă numărul de subgrupuri diferite din clasa de conjugare.

Legenda culorilor: verde = grupurile care sunt generate de reflexii, roșu = grupurile chirale (care conservă orientarea), care conțin doar rotații.
Grupurile sunt descrise geometric în termeni de dodecaedru.
Abrevierea „j.î.s.(latură)” înseamnă „jumătate de întoarcere interschimbând această latură cu latura opusă ei” și, similar, pentru „față” și „vârf”.
| Schoe.    | Coxeter  | Coxeter | Orb. | H-M    | Structură  | Ciclic | Ordin | Index | Mult. | Descriere                                                                         |
| --------- | -------- | ------- | ---- | ------ | ---------- | ------ | ----- | ----- | ----- | --------------------------------------------------------------------------------- |
| Ih        | [5,3]    |         | *532 | 532/m  | A5×Z2      |        | 120   | 1     | 1     | grup complet                                                                      |
| D2h       | [2,2]    |         | *222 | mmm    | D4×D2=D23  |        | 8     | 15    | 5     | menținând fixe două laturi opuse, eventual interschimbându-le                     |
| C5v       | [5]      |         | *55  | 5m     | D10        |        | 10    | 12    | 6     | menținând fixă o față                                                             |
| C3v       | [3]      |         | *33  | 3m     | D6=S3      |        | 6     | 20    | 10    | menținând fix un vârf                                                             |
| C2v       | [2]      |         | *22  | 2mm    | D4=D2      |        | 4     | 30    | 15    | menținând fixă o față                                                             |
| Cs        | [ ]      |         | *    | 2 or m | D2         |        | 2     | 60    | 15    | reflexie interschimbând capetele unei laturi                                      |
| Th        | [3+,4]   |         | 3*2  | m3     | A4×Z2      |        | 24    | 5     | 5     | grup piritoedric                                                                  |
| D5d       | [2+,10]  |         | 2*5  | 10m2   | D20=Z2×D10 |        | 20    | 6     | 6     | menținând fixe două laturi opuse, eventual interschimbându-le                     |
| D3d       | [2+,6]   |         | 2*3  | 3m     | D12=Z2×D6  |        | 12    | 10    | 10    | menținând fixe două vârfuri opuse, eventual interschimbându-le                    |
| D1d = C2h | [2+,2]   |         | 2*   | 2/m    | D4=Z2×D2   |        | 4     | 30    | 15    | jumătate de rotație în jurul punctului din mijloc, plus inversiune față de centru |
| S10       | [2+,10+] |         | 5×   | 5      | Z10=Z2×Z5  |        | 10    | 12    | 6     | rotație a unei fețe, plus inversiune față de centru                               |
| S6        | [2+,6+]  |         | 3×   | 3      | Z6=Z2×Z3   |        | 6     | 20    | 10    | rotație în jurul unui vârf, plus inversiune față de centru                        |
| S2        | [2+,2+]  |         | ×    | 1      | Z2         |        | 2     | 60    | 1     | inversiune față de centru                                                         |
| I         | [5,3]+   |         | 532  | 532    | A5         |        | 60    | 2     | 1     | toate rotațiile                                                                   |
| T         | [3,3]+   |         | 332  | 332    | A4         |        | 12    | 10    | 5     | rotații ale unui tetraedru conținut                                               |
| D5        | [2,5]+   |         | 522  | 522    | D10        |        | 10    | 12    | 6     | rotații în jurul centrului unei fețe și j.î.s.(față)                              |
| D3        | [2,3]+   |         | 322  | 322    | D6=S3      |        | 6     | 20    | 10    | rotații în jurul unui vârf, și j.î.s.(vârf)                                       |
| D2        | [2,2]+   |         | 222  | 222    | D4=Z2      |        | 4     | 30    | 15    | jumătate de întoarcere în jurul punctului de mijloc al laturii și j.î.s.(latură)  |
| C5        | [5]+     |         | 55   | 5      | Z5         |        | 5     | 24    | 6     | rotații în jurul centrului unei fețe                                              |
| C3        | [3]+     |         | 33   | 3      | Z3=A3      |        | 3     | 40    | 10    | rotații în jurul unui vârf                                                        |
| C2        | [2]+     |         | 22   | 2      | Z2         |        | 2     | 60    | 15    | jumătate de întoarcere în jurul punctului de mijloc al laturii                    |
| C1        | [ ]+     |         | 11   | 1      | Z1         |        | 1     | 120   | 1     | grup trivial                                                                      |

#### Stabilizatori de vârfuri
Stabilizatorii unei perechi opuse de vârfuri pot fi interpretați ca stabilizatori ai axei pe care o generează.
generate.
- stabilizatorii de vârfuri din I generează grupuri ciclice C3;
- stabilizatorii de vârfuri din Ih generează grupuri diedrale D3;
- stabilizatorii unei perechi de vârfuri opuse din I generează grupuri diedrale D3;
- stabilizatorii unei perechi de vârfuri opuse din Ih generează {\displaystyle D_{3}\times \pm 1}.

#### Stabilizatori de laturi
Stabilizatorii unei perechi opuse de laturi pot fi interpretați ca stabilizatori ai dreptunghiului pe care îl generează.
- stabilizatorii de laturi din I generează grupuri ciclice Z2;
- stabilizatorii de laturi din Ih generează grupuri Klein de patru {\displaystyle Z_{2}\times Z_{2}};
- stabilizatorii unei perechi de laturi din I generează grupuri Klein de patru {\displaystyle Z_{2}\times Z_{2}}; există 5 dintre acestea, generate prin rotații de 180° în 3 axe perpendiculare;
- stabilizatorii unei perechi de laturi din Ih generează {\displaystyle Z_{2}\times Z_{2}\times Z_{2}}; există 5 dintre acestea, generate prin reflexii în 3 axe perpendiculare.

#### Stabilizatori de fețe
Stabilizatorii unei perechi opuse de fețe pot fi interpretați ca stabilizatori ai antiprismei pe care o generează.
- stabilizatorii de fețe din I generează grupuri ciclice C5
- stabilizatorii de fețe din Ih generează grupuri diedrale D5
- stabilizatorii unei perechi de fețe opuse din I generează grupuri diedrale D5
- stabilizatorii unei perechi de fețe opuse din Ih generează {\displaystyle D_{5}\times \pm 1}.

#### Stabilizatori de poliedre
Pentru fiecare dintre acestea există 5 copii conjugate, iar acțiunea de conjugare dă o aplicație care este un izomorfism, {\displaystyle I{\stackrel {\sim }{\to }}A_{5}<S_{5}}.
- stabilizatorii tetraedrelor înscrise din I sunt o copie a T
- stabilizatorii tetraedrelor înscrise din Ih sunt o copie a T
- stabilizatorii cuburilor înscrise (sau perechi opuse de tetraedre sau octaedre) din I sunt o copie a T
- stabilizatorii cuburilor înscrise (sau perechi opuse de tetraedre sau octaedre) din Ih sunt o copie a Th

#### Generatorii grupului Coxeter
Grupul de simetrie icosaedrică completă [5,3] () de ordinul 120 are generatorii reprezentați de matricile de reflexie R0, R1, R2 mai jos în relațiile R02 = R12 = R22 = (R0×R1)5 = (R1×R2)3 = (R0×R2)2 = identitatea. Grupul [5,3]+ () de ordinul 60 este generat de oricare două dintre rotațiile S0,1, S1,2, S0,2. O rotație improprie de ordinul 10 este generată de V0,1,2, produsul tuturor celor 3 reflexii. Aici {\displaystyle \phi ={\tfrac {{\sqrt {5}}+1}{2}}} este secțiunea de aur.
|         | Reflexii                                                                                | Reflexii | Reflexii                                                                                | Rotații | Rotații | Rotații                                                                                  | Rotații improprii |
| Nume    | R0                                                                                      | R1 | R2                                                                                      | S0,1 | S1,2 | S0,2                                                                                     | V0,1,2 |
| ------- | --------------------------------------------------------------------------------------- | --- | --------------------------------------------------------------------------------------- | --- | --- | ---------------------------------------------------------------------------------------- | --- |
| Grup    |                                                                                         | |                                                                                         | | |                                                                                          | |
| Ordin   | 2                                                                                       | 2 | 2                                                                                       | 5 | 3 | 2                                                                                        | 10 |
| Matrice | {\displaystyle \left[{\begin{smallmatrix}-1&0&0\\0&1&0\\0&0&1\end{smallmatrix}}\right]} | {\displaystyle \left[{\begin{smallmatrix}{\frac {1-\phi }{2}}&{\frac {-\phi }{2}}&{\frac {-1}{2}}\\{\frac {-\phi }{2}}&{\frac {1}{2}}&{\frac {1-\phi }{2}}\\{\frac {-1}{2}}&{\frac {1-\phi }{2}}&{\frac {\phi }{2}}\end{smallmatrix}}\right]} | {\displaystyle \left[{\begin{smallmatrix}1&0&0\\0&-1&0\\0&0&1\end{smallmatrix}}\right]} | {\displaystyle \left[{\begin{smallmatrix}{\frac {\phi -1}{2}}&{\frac {\phi }{2}}&{\frac {1}{2}}\\{\frac {-\phi }{2}}&{\frac {1}{2}}&{\frac {1-\phi }{2}}\\{\frac {-1}{2}}&{\frac {1-\phi }{2}}&{\frac {\phi }{2}}\end{smallmatrix}}\right]} | {\displaystyle \left[{\begin{smallmatrix}{\frac {1-\phi }{2}}&{\frac {\phi }{2}}&{\frac {-1}{2}}\\{\frac {-\phi }{2}}&{\frac {-1}{2}}&{\frac {1-\phi }{2}}\\{\frac {-1}{2}}&{\frac {\phi -1}{2}}&{\frac {\phi }{2}}\end{smallmatrix}}\right]} | {\displaystyle \left[{\begin{smallmatrix}-1&0&0\\0&-1&0\\0&0&1\end{smallmatrix}}\right]} | {\displaystyle \left[{\begin{smallmatrix}{\frac {\phi -1}{2}}&{\frac {-\phi }{2}}&{\frac {1}{2}}\\{\frac {-\phi }{2}}&{\frac {-1}{2}}&{\frac {1-\phi }{2}}\\{\frac {-1}{2}}&{\frac {\phi -1}{2}}&{\frac {\phi }{2}}\end{smallmatrix}}\right]} |
|         | (1,0,0)n                                                                                | {\displaystyle ({\begin{smallmatrix}{\frac {\phi }{2}},{\frac {1}{2}},{\frac {\phi -1}{2}}\end{smallmatrix}})}n | (0,1,0)n                                                                                | {\displaystyle (0,-1,\phi )}axis | {\displaystyle (1-\phi ,0,\phi )}axis | {\displaystyle (0,0,1)}axis                                                              | |

## Domeniu fundamental
Domeniile fundamentale pentru grupul icosaedric de rotație și grupul icosaedric complet sunt date de:
| Grupul icosaedric de rotație I | Grupul icosaedric complet Ih | Fețele triacontaedrului disdiakis sunt domeniul fundamental |

În tricontaedrul disdiakis o singură față este un domeniu fundamental; alte poliedre cu aceeași simetrie pot fi obținute prin ajustarea orientării fețelor, de exemplu aplatizarea subseturilor selectate de fețe pentru a combina fiecare subset într-o singură față sau înlocuirea fiecărei fețe cu mai multe fețe sau cu o suprafață curbată.

## Poliedre cu simetrie icosaedrică

### Poliedre chirale
| Clasa     | Simboluri    | Imagine |
| --------- | ------------ | ------- |
| Arhimedic | sr{5,3} ·    |         |
| Catalan   | V3.3.3.3.5 · |         |

### Poliedre cu simetrie completă
| Poliedru platonic | Poliedre Kepler–Poinsot                           | Poliedre Kepler–Poinsot                           | Poliedre arhimedice                         | Poliedre arhimedice                        | Poliedre arhimedice                     | Poliedre arhimedice                           | Poliedre arhimedice                               |
| ----------------- | ------------------------------------------------- | ------------------------------------------------- | ------------------------------------------- | ------------------------------------------ | --------------------------------------- | --------------------------------------------- | ------------------------------------------------- |
| · {5,3} ·         | Fișier:SmallStellatedDodecahedron.svg · {5/2,5} · | Fișier:GreatStellatedDodecahedron.svg · {5/2,3} · | Fișier:TruncatedDodecahedron.svg · t{5,3} · | · t{3,5} ·                                 | Fișier:IcosiDodecahedron.svg · r{3,5} · | Fișier:RhombicosiDodecahedron.svg · rr{3,5} · | Fișier:TruncatedicosiDodecahedron.svg · tr{3,5} · |
| Poliedru platonic | Poliedre Kepler–Poinsot                           | Poliedre Kepler–Poinsot                           | Poliedre Catalan                            | Poliedre Catalan                           | Poliedre Catalan                        | Poliedre Catalan                              | Poliedre Catalan                                  |
| · {3,5} · =       | Fișier:GreatDodecahedron.svg · {5,5/2} · =        | · {3,5/2} · =                                     | · V3.10.10 ·                                | Fișier:PentakisDodecahedron.svg · V5.6.6 · | · V3.5.3.5 ·                            | · V3.4.5.4 ·                                  | · V4.6.10 ·                                       |